# .ps
A .ps Palesztina internetes legfelső szintű tartomány kódja, melyet 2000-ben hoztak létre. Mióta mindenki számára szabad a regisztrálás, egyre több angol oldal található, mert sok szó ps-re végzódik. Címet regisztráltatni tanúsítvánnyal rendelkező regisztrátoron keresztül lehet.